# Вязма
Вязма (на руски: Вя́зьма; на полски: Wiaźma) е град в Русия, административен център на Вяземски район, Смоленска област. Разположен е по брега на река Вязма. Населението на града към 1 януари 2018 г. е 52 506 души.

## История
По време на историята си градът неколкократно защитава западните подстъпи към Москва (Вяземска фронтова отбранителна операция).